# Kenneth Arrow
Kenneth Joseph Arrow (23 tháng 8 năm 1921 – 21 tháng 2 năm 2017) là một nhà kinh tế học người Hoa Kỳ và là người giành được giải Nobel kinh tế cùng với John Hicks trong năm 1972. Đến nay, ông là người trẻ tuổi nhất đã nhận được giải thưởng này, lúc 51 tuổi.
Trong kinh tế học, ông được xem là một nhân vật quan trọng trong lý thuyết tân cổ điển sau Thế chiến II. Rất nhiều sinh viên tốt nghiệp cũ của ông đã đoạt giải Nobel. Tác động của Arrow đối với nghề kinh tế là rất lớn. Hơn 50 năm qua, ông là một trong những nhà kinh tế học thực hành có ảnh hưởng lớn nhất.
Các công trình quan trọng nhất của ông là đóng góp của ông cho lý thuyết lựa chọn xã hội, đặc biệt là "bất khả lý Arrow", và công trình của ông về phân tích cân bằng tổng thể. Ông cũng đã cung cấp công trình nền tảng trong rất nhiều lĩnh vực khác của kinh tế, bao gồm cả lý thuyết tăng trưởng nội sinh và nền kinh tế thông tin.
Arrow hiện vẫn đang hoạt động trên diễn đàn quốc tế thông qua một loạt các sáng kiến bao gồm ủy thác của các nhà kinh tế vì hòa bình và an ninh, ông cũng là thành viên của Hội đồng Tư vấn ưu đãi cho y tế toàn cầu, Quỹ tác động sức khoẻ phi lợi nhuận.

## Các công trình nghiên cứu
- Arrow, Kenneth J., 1951a, "Alternative approaches to the theory of choice in risk-taking situations," Econometrica, 19: 404-437
- Arrow, Kenneth J. (1951b, 2nd ed. 1963). Social Choice and Individual Values. Wiley, New York. ISBN 0-300-01364-7. {{Chú thích sách}}: Kiểm tra giá trị ngày tháng trong: |year= (trợ giúp)Quản lý CS1: năm (liên kết)
- Arrow, Kenneth J., 1953, "Hurwicz's optimality criterion for decision making under ignorance," Technical Report 6, Stanford University
- Arrow, Kenneth J. and Gérard Debreu (1954). "Existence of an Equilibrium for a Competitive Economy" (PDF). Econometrica. Quyển 22 số 3. Econometrica, Vol. 22, No. 3. tr. 265–90. JSTOR 1907353. Bản gốc (PDF) lưu trữ ngày 9 tháng 11 năm 2012. Truy cập ngày 19 tháng 10 năm 2013.
- Arrow, Kenneth J., 1959a, "Functions of a theory of behaviour under uncertainty," Metroeconomica, 11: 12-20
- Arrow, Kenneth J., 1959b, "Toward a Theory of Price Adjustment." In Moses Abramovitz et al., eds. The Allocation of Economic Resources: Essays in Honor of Bernard Francis Haley. Stanford: Stanford University Press
- _____ (1962). "The Economic Implications of Learning by Doing". Review of Economic Studies. Quyển 29 số 3. The Review of Economic Studies, Vol. 29, No. 3. tr. 155–73. doi:10.2307/2295952. JSTOR 2295952. {{Chú thích tạp chí}}: |author= có tên số (trợ giúp)
- Arrow, Kenneth J. (1963). "Uncertainty and the Welfare Economics of Medical Care". American Economic Review. Quyển 53 số 5., các trang 941–973 Lưu trữ ngày 11 tháng 5 năm 2011 tại Wayback Machine (press +).
- Arrow, Kenneth J., 1968, "Economic Equilibrium." In D. L. Sills (ed.) International Encyclopedia of the Social Sciences 4: 376–88. London and New York: Macmillan and the Free Press.
- Arrow, Kenneth J., 1969. "The Organization of Economic Activity: Issues Pertinent to the Choice of Market versus Non-market Allocations", in Analysis and Evaluation of Public Expenditures: The PPP System, Volume 1, các trang 47–64. Washington, D.C., Government Printing Office, Washington, PDF reprint as pp. 1-16 (press +) and in Arrow, 1983b, ch. 7, các trang 133–55.
- Arrow, Kenneth J. (1971). Essays in the Theory of Risk-Bearing. North-Holland Pub. Co., Amsterdam. ISBN 0-7204-3047-X.
- Arrow, Kenneth J. and Frank Hahn (1971). General Competitive Analysis. Holden-Day, San Francisco. ISBN 0-8162-0275-3.
- Arrow, Kenneth J., and Hurwicz, L. (1972) "Decision making under ignorance," in C. F. Carter and J.L. Ford (eds.), Uncertainty and Expectations in Economics. Essays in Honour of G.L.S. Shackle. Oxford: Basil Blackwell.
- Arrow, Kenneth J. (1974). The Limits of Organization. Norton, New York. ISBN 0-393-09323-9.
- Arrow, Kenneth J., 1977. "Extended Sympathy and the Possibility of Social Choice", American Economic Review, 67(1), p p. 219-225. Reprinted in Arrow. 1983a, các trang p. 147-61. ISBN 0-674-13760-4
- Arrow, Kenneth J. Collected Papers of Kenneth J. Arrow, Harvard University Press:

1983a, v. 1. Social Choice and Justice. Description and chapter-preview links. ISBN 0-674-13760-4
1983b, v. 2. General Equilibrium. Description and scroll to chapter-preview links.
1984a, v. 3. Individual Choice under Certainty and Uncertainty. Description and scroll to chapter-preview links.
1984b, v. 4. The Economics of Information. Description and chapter-preview links.
1985a, v. 5.  Production and Capital. Description and chapter-preview links.
1985b, v. 6. Applied Economics. Description and scroll to chapter-preview links.
- Arrow, Kenneth J. (1987). "Rationality of self and others in an economic system," in R. M. Hogarth and M. W. Reder (eds.), Rational Choice. Chicago: The University of Chicago Press.
- Arrow, Kenneth J. (1994). "Methodological Individualism and Social Knowledge", American Economic Review, 84(2), các trang 1-9
- Arrow, Kenneth J. (2008). "Arrow's theorem." (Abstract) & "Hotelling, Harold (1895–1973)." (Abstract) in The New Palgrave Dictionary of Economics, 2nd Edition. Eds. Steven N. Durlauf and Lawrence E. Blume, Palgrave Macmillan Publishing,
- Kenneth J. Arrow and Gérard Debreu, ed. (2002)Landmark Papers in General Equilibrium Theory, Social Choice and Welfare, Edward Elgar Publishing. ISBN 978-1-84064-569-9.
- Arrow, Kenneth J. (2009). "Some Developments in Economic Theory Since 1940: An Eyewitness Account". Annual Review of Economics. Quyển 1. tr. 1. doi:10.1146/annurev.economics.050708.143405.[liên kết hỏng]